# Nevasta-mea vrăjitoarea
Nevasta-mea vrăjitoarea (titlu original: în engleză I Married a Witch) este un film american fantastic de comedie romantică din 1942 regizat de René Clair. Rolurile principale au fost interpretate de actorii  Fredric March, Veronica Lake și Cecil Kellaway. Scenariul lui Robert Pirosh, Marc Connelly și alți scriitori necreditați, inclusiv Dalton Trumbo, se bazează pe romanul din 1941,  The Passionate Witch (Vrăjitoarea pasionată), a lui Thorne Smith, care a decedat înainte să-l poată termina; a fost finalizat de Norman H. Matson. 

## Prezentare
Secolul al XVII-lea, două vrăjitoare din Salem, Jennifer și tatăl ei Daniel, sunt arse pe rug după ce au fost denunțate de puritanul Jonathan Wooley. Cenușa lor a fost îngropată sub un copac pentru a le întemnița spiritele rele. Ca răzbunare, Jennifer îl blestemă pe Wooley și pe toți descendenții săi de sex masculin, condamnându-i întotdeauna să se căsătorească cu femeia nepotrivită.
Secolele trec. Generație după generație, bărbații Wooley se căsătoresc cu femei crude și istețe. În cele din urmă, în 1942, un fulger lovește copacul, eliberând spiritele lui Jennifer și Daniel. Cei doi îl găsesc pe Wallace Wooley, care locuiește în apropiere și candidează pentru funcția de guvernator, în ajunul căsătoriei cu ambițioasa și răsfățată Estelle Masterson, al cărei tată J.B. Masterson se întâmplă să fie principalul susținător politic al lui Wooley.
Inițial, Jennifer și Daniel se manifestă ca niște „coloane de fum” albe, ascunzându-se ocazional în sticle de alcool goale, sau uneori deloc goale. Jennifer îl convinge pe Daniel să-i creeze un corp uman pentru a-l chinui pe Wallace. Daniel are nevoie de un foc pentru a face vraja, așa că arde o clădire, suficient de mare, Hotelul Pilgrim. Acest lucru are un scop dublu, deoarece Jennifer se folosește de incendiu pentru a-l face pe Wallace, în trecere, să sară s-o salveze din flăcări.
Jennifer încearcă din greu să-l seducă pe Wallace fără magie. Chiar dacă este puternic atras de ea, el refuză să-și amâne căsătoria cu Estelle. Atunci ea inventează o poțiune de dragoste, dar planul se întoarce împotriva ei când un tablou cade peste ea. Wallace o aduce în simțiri dându-i băutura pe care o crease pentru el.
Daniel își creează și el un corp. Apoi, el și Jennifer distrug nunta, deși au scopuri opuse. Daniel îi urăște pe toți Wooley și încearcă să o împiedice pe fiica lui să-l ajute pe unul dintre ei. Încercările sale de a se împotrivi îl duc la închisoare, prea beat pentru a-și aminti vraja care să-l transforme pe Wallace într-o broască. Între timp, Estelle găsește cuplul îmbrățișat și nunta este anulată. Revoltat, J.B. promite că îl va compromite pe candidat prin toate ziarele sale. Wallace recunoaște în sfârșit că o iubește pe Jennifer și cei doi  fug.
Jennifer se folosește apoi din greu de vrăjitoria ei pentru a-i salva cariera politică a lui Wallace. Ea spală creierele fiecărui alegător cu mici nori de fum alb care îi „conving” pe toți să-l susțină și să-l voteze pe Wallace, acesta este ales într-o răsturnare de situație, deoarece nici măcar adversarul său nu votează pentru el însuși. Votul unanim îl convinge pe Wallace că ea este o vrăjitoare. Dezgustat, Daniel își lasă fiica fără puterile ei magice și jură că o va duce înapoi la copacul în care au fost întemnițați.
Panicată, Jennifer întrerupe discursul de mulțumire al lui Wallace, implorându-l să o ajute să scape. Din păcate, taxiul în care se urcă pentru a fugi este condus de Daniel, care îi duce în zbor înapoi la copac. La miezul nopții, Wallace rămâne cu trupul neînsuflețit al lui Jennifer, în timp ce două coloane de fum privesc. Înainte să se întoarcă în copac, Jennifer cere să urmărească chinul lui Wallace. În timp ce Daniel se bucură, Jennifer intră în trupul ei, explicându-i lui Wallace că: „Dragostea este mai puternică decât vrăjitoria”. Ea pune repede capacul înapoi pe sticla de lichior în care s-a ascuns tatăl ei, ținându-l beat și neputincios. Ani mai târziu, Wallace și Jennifer au copii, iar menajera intră plângându-se de fiica lor mai mică, care intră prefăcându-se că zboară pe o mătură, la care Jennifer comentează că „Vom avea probleme cu aceasta”.

## Distribuție

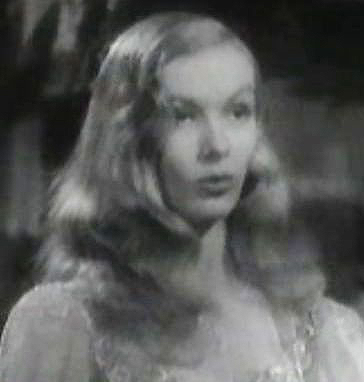
Veronica Lake

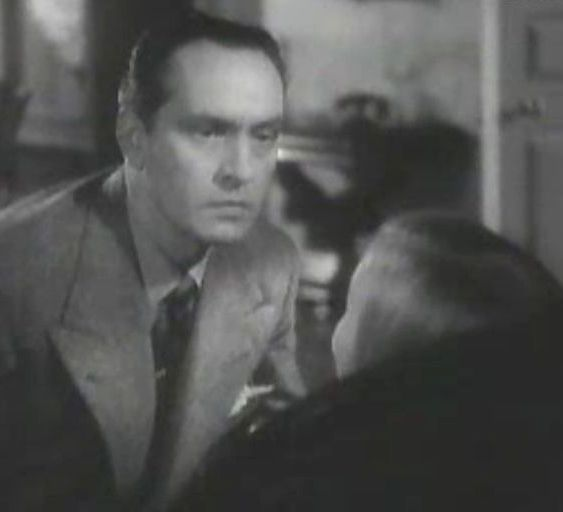
Fredric March

- Fredric March - Jonathan Wooley, Nathaniel Wooley, Samuel Wooley și în principal Wallace Wooley
- Veronica Lake - Jennifer Wooley
- Cecil Kellaway - Daniel, tatăl lui Jennifer
- Susan Hayward - Estelle Masterson
- Robert Benchley - Dr. Dudley White, prietenul lui Wooley
- Elizabeth Patterson - Margaret, menajera lui Wooley
- Eily Malyon - Tabitha Wooley
- Robert Warwick - J.B. Masterson
- Mary Field - Nancy Wooley
- Nora Cecil - Harriet Wooley
- Ann Carter - Jennifer Wooley
- Aldrich Bowker - Judecător de pace
- Wade Boteler - Polițist (nemenționat)
- Robert Homans - Șeful pompierilor (nemenționat)

## Primire
I Married a Witch  a fost nominalizat în 1943 la Premiul Oscar pentru cea mai bună muzică de film originală într-o comedie sau dramă - pentru compozitorul Roy Webb.